# Oettinger Getränke

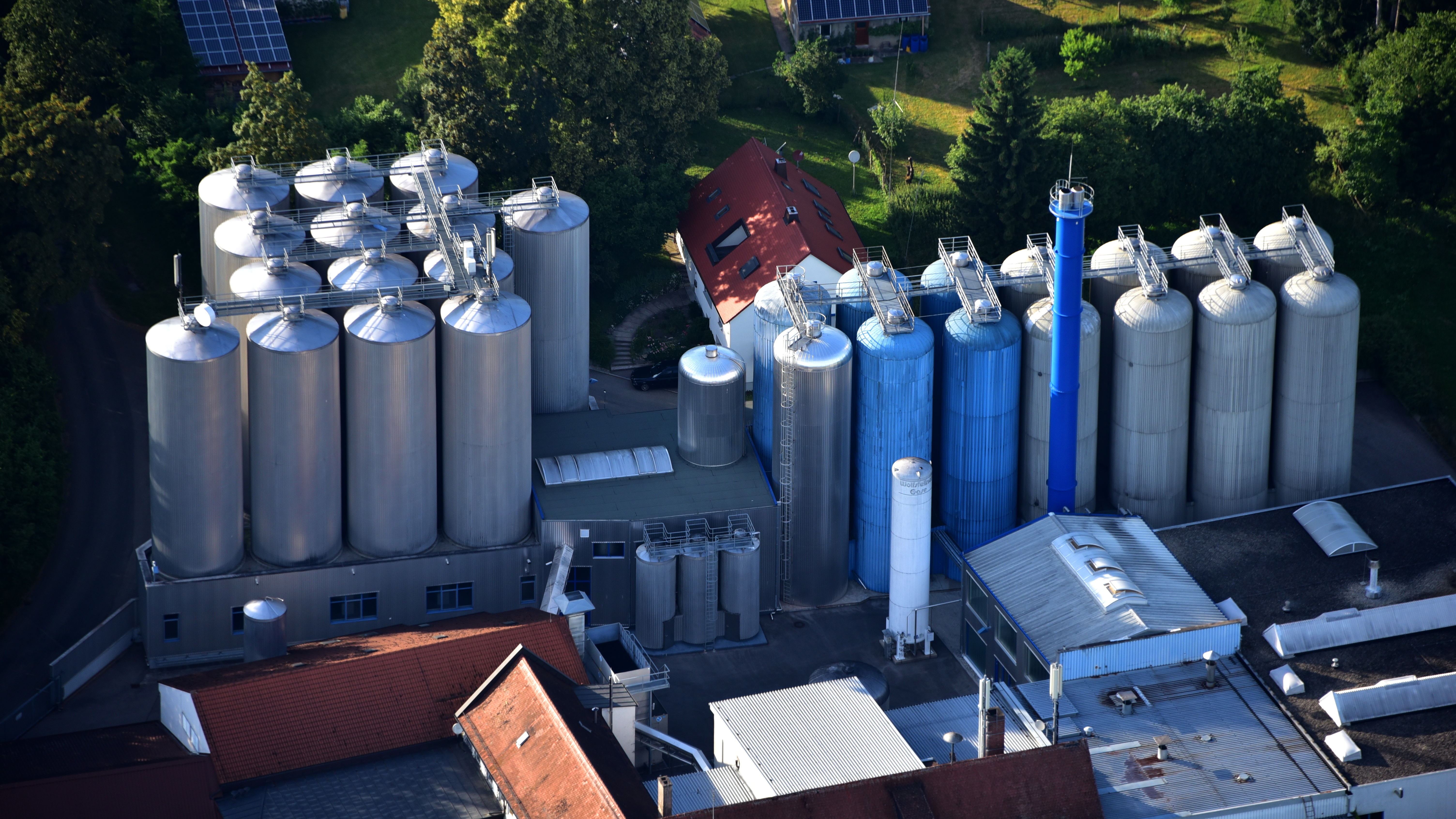
Detailansicht Oettinger Brauerei, Luftaufnahme (2016)

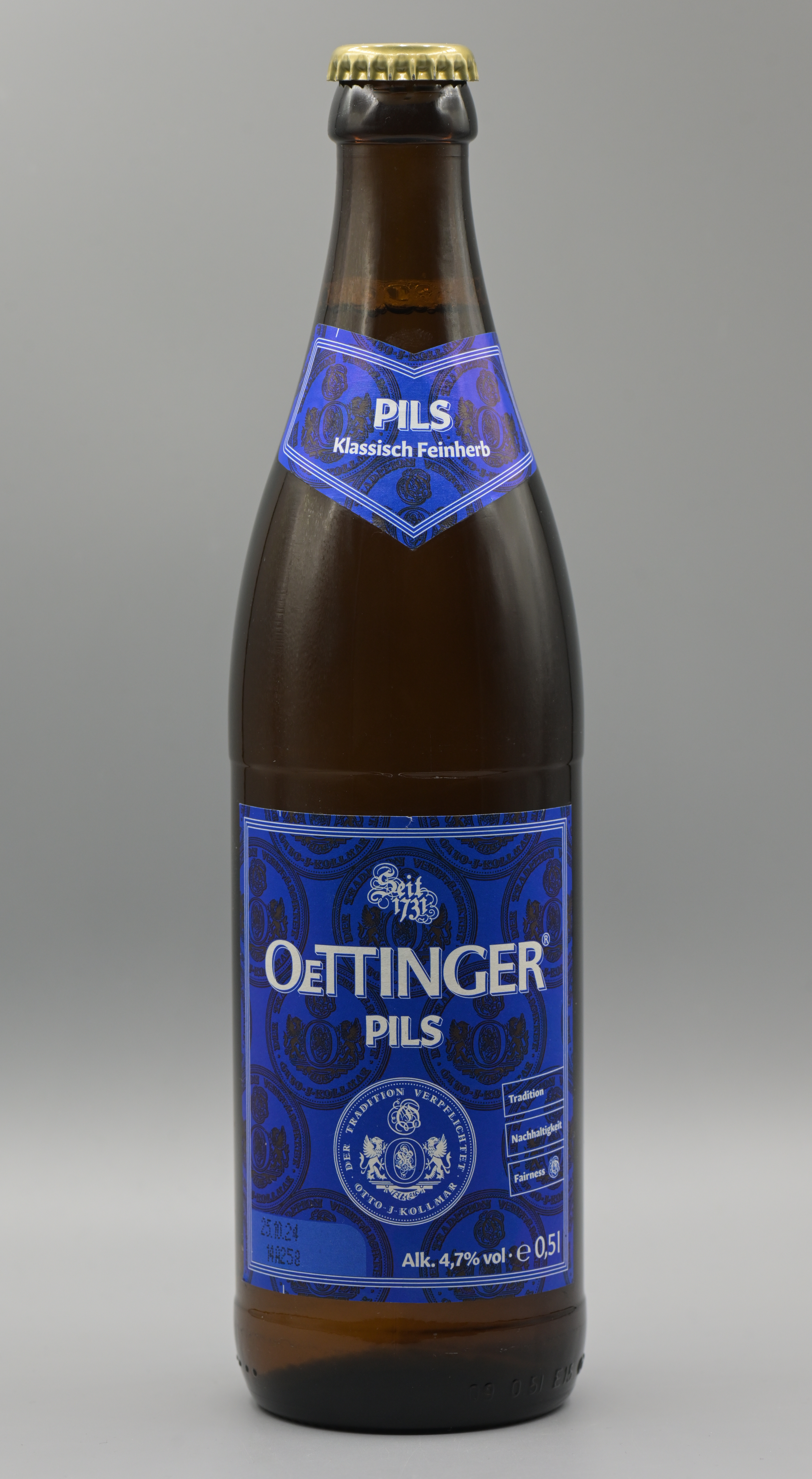
Pils von Oettinger mit Etikett seit April 2024

Oettinger Getränke (Rechtsname: Oettinger Brauerei GmbH; Eigenschreibweise OeTTINGER Brauerei GmbH) ist ein deutscher Getränkehersteller mit bundesweit drei Standorten. Neben der Zentrale in der schwäbischen Kleinstadt Oettingen in Bayern werden auch in Mönchengladbach und Braunschweig Bier, Biermixe sowie alkoholfreie Mischgetränke gebraut.
2024 war Oettinger Getränke die Nummer 25 der weltweit größten Brauereien und die sechstgrößte Brauerei in Deutschland. Das inhabergeführte Familienunternehmen produziert eigene Marken wie Oettinger, 5,0 Original, Oe, JoyBräu oder Karmeliter und Handelsmarken für Supermärkte.

## Geschichte
1731 erhielt die Familie Höhenberger das Braurecht und eröffnete in Fürnheim (rund 10 km nördlich von Oettingen) die „Brauerei von Friedrich Höhenberger“ (heute: Braugasthof Forstquell-Brauerei). Im Gegensatz zu anderen Brauereien, die umfangreichen Immobilienbesitz, also eigene Gaststätten hatten und dadurch ihren Bierabsatz ausweiten konnten, fehlte es der Fürnheimer Brauerfamilie bis Mitte des 20. Jahrhunderts an ausreichend finanziellen Mitteln, um zu wachsen.
1956 erwarben Otto Kollmar und sein Sohn Günther die ehemals fürstliche Genossenschaftsbrauerei. Die vom Adelsgeschlecht von Oettingen im gleichnamigen Ort gegründete Fürstl Oettingen-Spielbergsche Hofbierbrauerei wurde 1333 erstmals urkundlich erwähnt. Zusammen mit acht Mitarbeitern brauten die Kollmars nun 5.000 Hektoliter Bier pro Jahr.
Günther Kollmar übernahm 1970. In der Zeit entstanden großflächige Verbrauchermärkte mit Bierverkauf für den Konsum daheim. Günther Kollmar optimierte alle Betriebsabläufe. Mit modernen Brau- und Abfüllanlagen, durch Skaleneffekte beim Einkauf und den konsequenten Verzicht auf Werbung gelang es der Oettinger Brauerei, günstiger zu produzieren als die Wettbewerber. Um auch die Kosten für Zwischenhändler zu sparen, baute Günther Kollmar für den Direktvertrieb eine eigene Lkw-Flotte auf.
2003 hatte Oettinger einen Wachstumsschub mit der Einführung des Dosenpfands: Als preiswerte Alternative stiegen viele Konsumenten von Bier in der Dose auf Bier in der Mehrweg-Flasche um. Um der hohen Nachfrage gerecht zu werden, wurde die zusätzliche Produktionsstätte der Brauerei Mönchengladbach in Nordrhein-Westfalen übernommen.
Günther Kollmar starb 2013, und sein Sohn Dirk Kollmar übernahm die Leitung. Dieser starb nur ein Jahr nach seinem Vater. 
Ihm folgte seine Schwester Pia Kollmar, die die Brauerei zum Getränkehersteller entwickelte. Sie führte einen Rechtsstreit mit der Familie des verstorbenen Bruders Dirk Kollmar, der im Mai 2019 beigelegt wurde.
2024 wurden die Etiketten aller Sorten von Oettinger aktualisiert. Es erfolgte die Umbenennung zu Oettinger Getränke.

## Standorte
Neben dem ursprünglichen Standort nahm 1989 in Oettingen eine zweite Brauerei den Betrieb auf. Über eine Strecke von 3,6 Kilometern verbindet beide Standorte noch heute eine unterirdische Bierpipeline.
1991 expandierte Oettinger mit der Übernahme einer Brauerei in Gotha. Sie wurde Anfang 2023 an die Paulaner Brauerei verkauft.
Während der Ära Dirk Kollmar wurden weitere Brauereien im Nordosten Deutschlands übernommen.
Am 6. Juli 2003 übernahm Oettinger von der dänischen Carlsberg-Gruppe die Hannen-Brauerei in Mönchengladbach und führt diese seither als Brauerei Mönchengladbach, Zweigniederlassung der Brauerei Oettinger GmbH weiter.
Am 1. August 2009 übernahm Oettinger von der Carlsberg-Gruppe die größte Braustätte Niedersachsens, die Feldschlößchen-Brauerei in Braunschweig, und führt sie unter dem Namen Brauerei Braunschweig weiter. Die nordostdeutschen Standorte Pritzwalk und Dessow wurden 2009 geschlossen, Schwerin 2011. Im Frühjahr 2026 soll möglicherweise die Bierproduktion in Braunschweig eingestellt werden.

## Marktposition
Der Marktanteil von Oettinger in Deutschland liegt bei knapp 7 %. Die Jahresproduktion lag 2011 bei etwa 6,21 Millionen Hektoliter, dazu kamen 1,6 Millionen Hektoliter Handelsmarken und 1 Million Hektoliter alkoholfreie Getränke (Glorietta). Oettinger war von 2004 bis 2013 das meistverkaufte Bier in Deutschland und liegt seit 2014 hinter Krombacher auf Platz 2.
Die Barth-Haas-Group listete Oettinger 2020 auf Platz 25 der größten Brauereigruppen der Welt.
| Bierabsatz der Oettinger Brauerei in hl | Bierabsatz der Oettinger Brauerei in hl | Bierabsatz der Oettinger Brauerei in hl | Bierabsatz der Oettinger Brauerei in hl | Bierabsatz der Oettinger Brauerei in hl |
| --------------------------------------- | --------------------------------------- | --------------------------------------- | --------------------------------------- | --------------------------------------- |
|                                         |                                         |                                         |                                         |                                         |
| 1998                                    | 1998                                    |                                         | 2.380.000                               | 2.380.000                               |
| 2006                                    | 2006                                    |                                         | 6.650.000                               | 6.650.000                               |
| 2009                                    | 2009                                    |                                         | 6.590.000                               | 6.590.000                               |
| 2011                                    | 2011                                    |                                         | 6.210.000                               | 6.210.000                               |
| 2013                                    | 2013                                    |                                         | 5.790.000                               | 5.790.000                               |
| 2014                                    | 2014                                    |                                         | 5.620.000                               | 5.620.000                               |
| 2015                                    | 2015                                    |                                         | 5.390.000                               | 5.390.000                               |
| 2016                                    | 2016                                    |                                         | 5.220.000                               | 5.220.000                               |
| 2017                                    | 2017                                    |                                         | 4.940.000                               | 4.940.000                               |
| 2018                                    | 2018                                    |                                         | 4.830.000                               | 4.830.000                               |
| 2019                                    | 2019                                    |                                         | 4.340.000                               | 4.340.000                               |
|                                         |                                         |                                         |                                         |                                         |

## Produkte

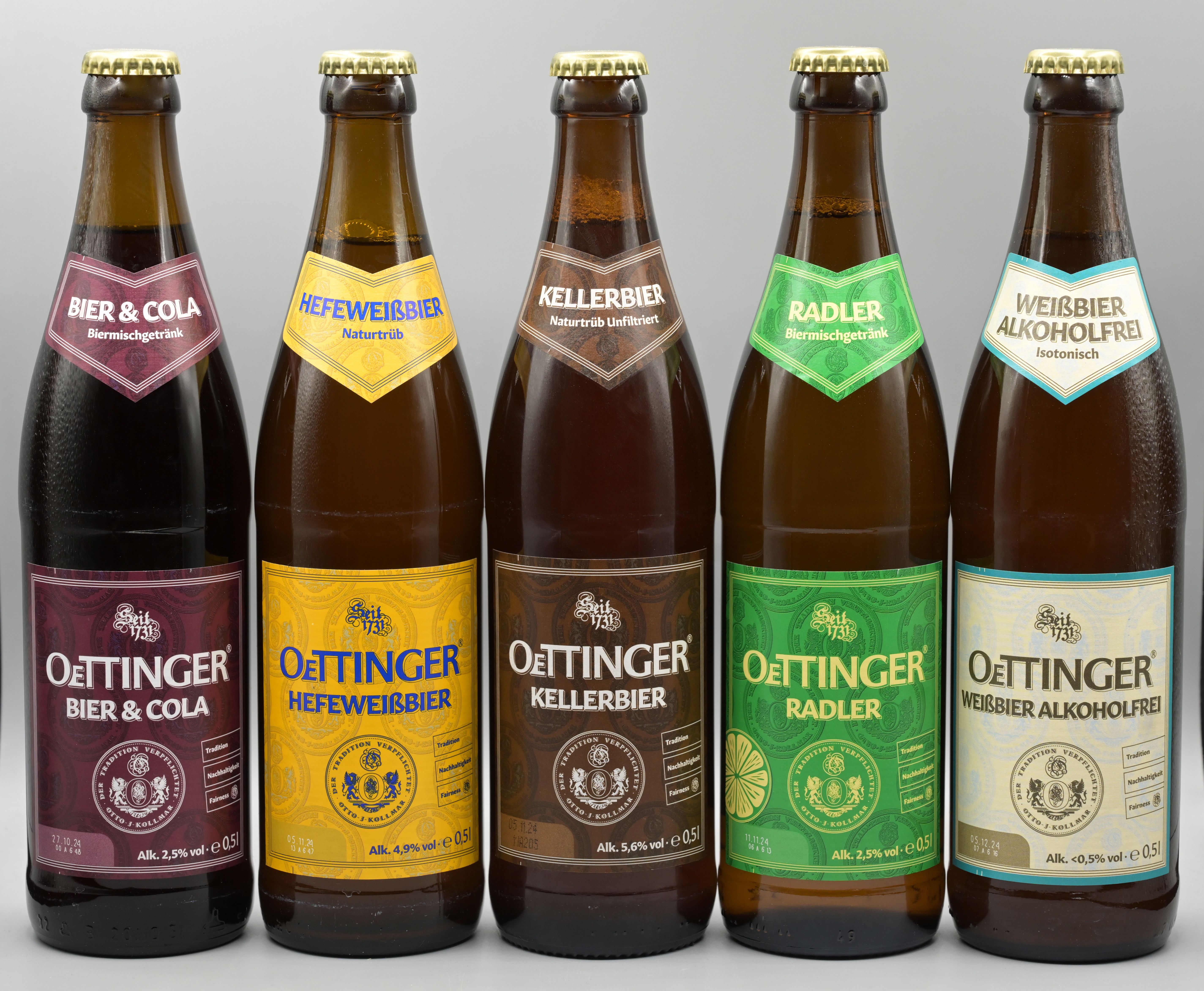
Sorten 2024 (Auswahl)

Die Gruppe bietet ein breites Sortiment von Bieren und Limonaden an, die überwiegend im Niedrigpreisbereich angesiedelt sind. Die meisten Marken werden bundesweit vertrieben. Manche Spezialbiersorte wird regionalen Traditionen entsprechend verstärkt lokal vermarktet. 2023 betrug der Gesamtausstoß rund 7,5 Millionen Hektoliter.

### Traditionsmarke Oettinger

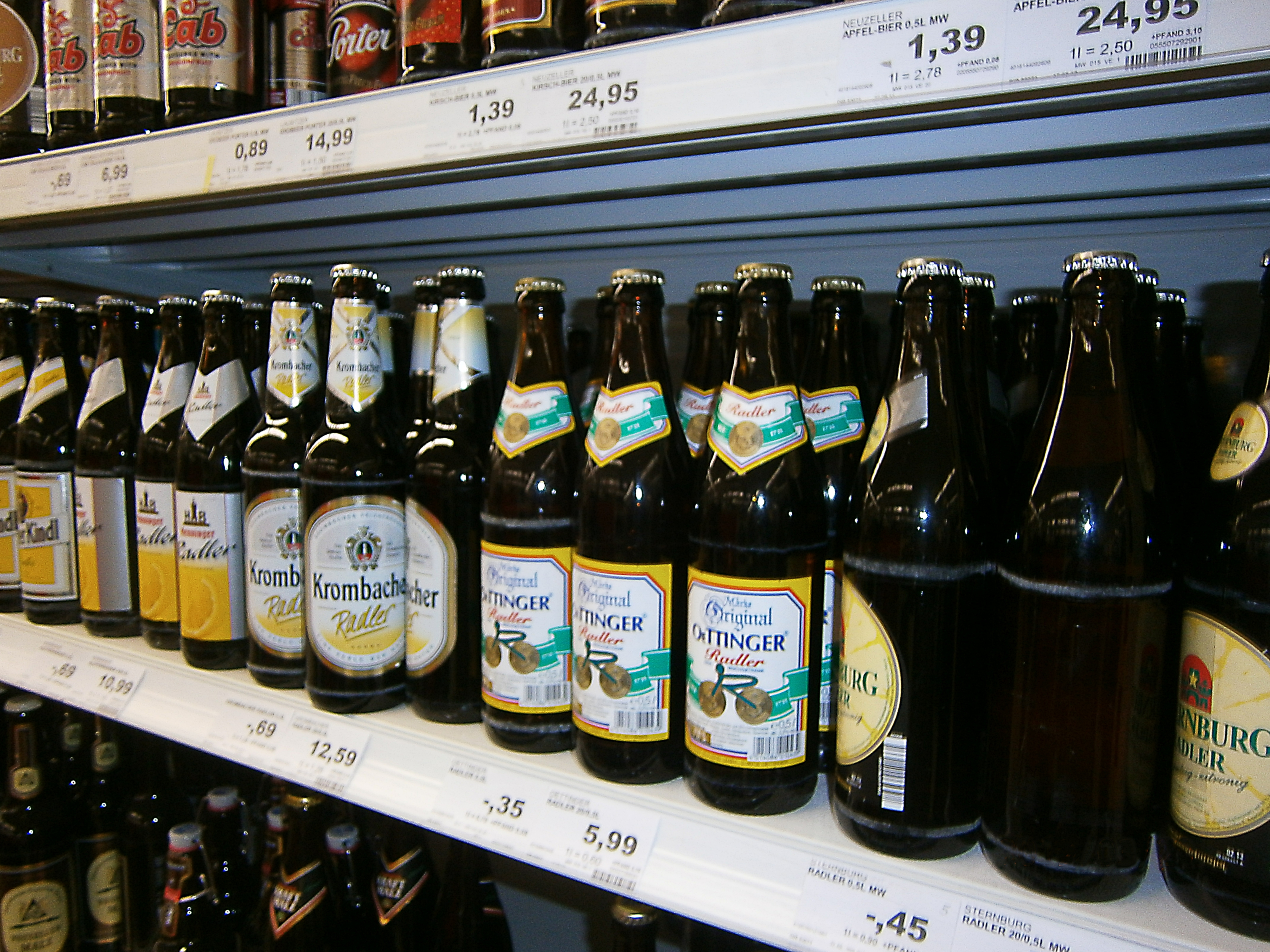
Radler (2012) von Oettinger

Alle Sorten werden in braunen 0,5-Liter-Glasflaschen mit Kronkorken vertrieben, einige Sorten zusätzlich in 0,33-Liter-Flaschen und in Getränkedosen oder Fässern (20, 30 und 50 Liter)
- Helles, Malzaroma, Alkoholgehalt: 4,7 % vol.
- Pils, feinherb, Alkoholgehalt: 4,7 % vol.
- Export, malz-aromatisch, dezent gehopft, Alkoholgehalt: 5,4 % vol.
- Radler, zitronig, Alkoholgehalt: 2,5 % vol.
- Natur Radler, Vollbier mit naturtrüber Limonade, Alkoholgehalt: 2,5 % vol.
- Hefeweißbier, obergärig, Alkoholgehalt: 4,9 % vol.
- Leicht, alkohol- und kalorienreduziert, Alkoholgehalt: 2,8 % vol.
- Dunkles Hefeweizen, naturtrüb mit dunkler Färbung, unfiltriert, Alkoholgehalt: 4,9 % vol.
- Kellerbier, ein naturtrübes und unfiltriertes Bier, Alkoholgehalt: 5,6 % vol.
- Leichte Weiße, alkohol- und kalorienreduziert, Alkoholgehalt: 2,8 % vol.
- Alkoholfrei, feinherb, Alkoholgehalt unter 0,5 % vol.
- Radler Alkoholfrei, dezente Süße, Alkoholgehalt unter 0,5 % vol.
- Weißbier Alkoholfrei, wenig Kalorien, isotonisch, Alkoholgehalt unter 0,5 % vol.
- Bier & Cola, mit natürlichen Gewürzaromen der Kolanuss, koffeinhaltig, Alkoholgehalt: 2,5 % vol.

#### Ehemalige Sorten

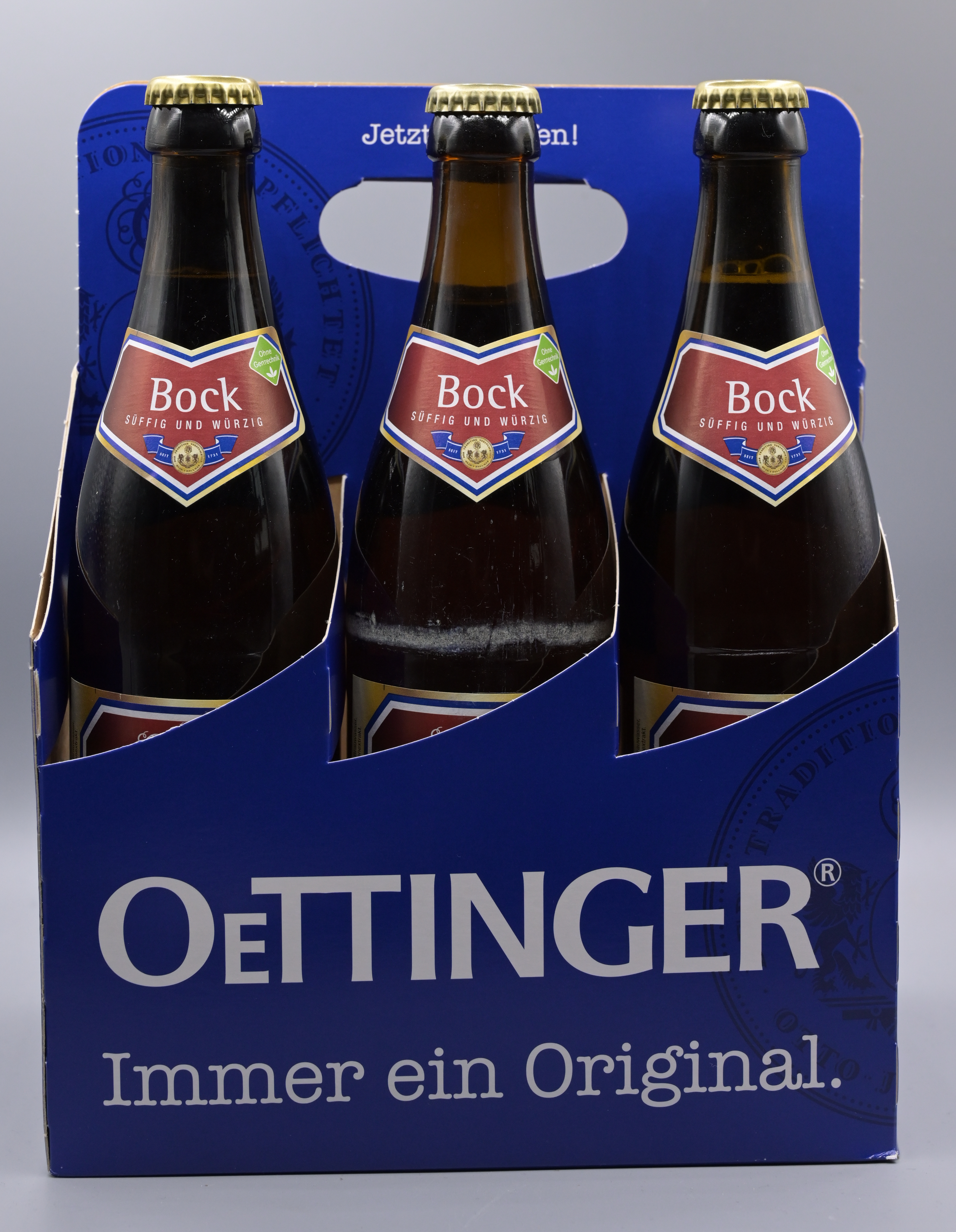
Oettinger Bock im Sechserträger

Die Sorten Weißbier 12 Naturtrüb, Urtyp, Bock, Schwarzbier, Winterbier, Weizen-Grapefruit, Weizen & Zitrone Alkoholfrei und Natur Radler Alkoholfrei Naturtrüb wurden 2023 aus dem Sortiment genommen.

### Erfrischungsgetränke

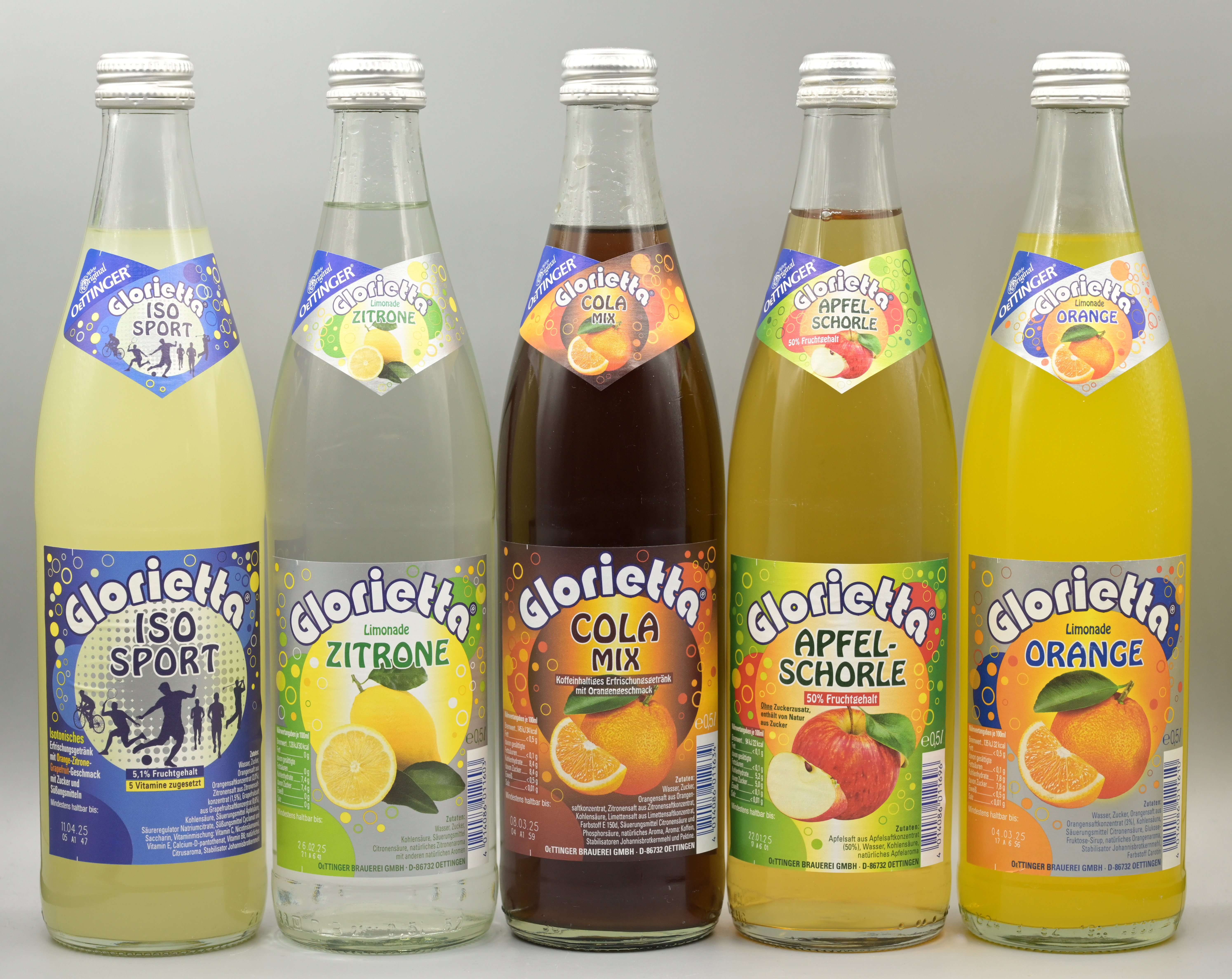
Getränke der Marke Glorietta

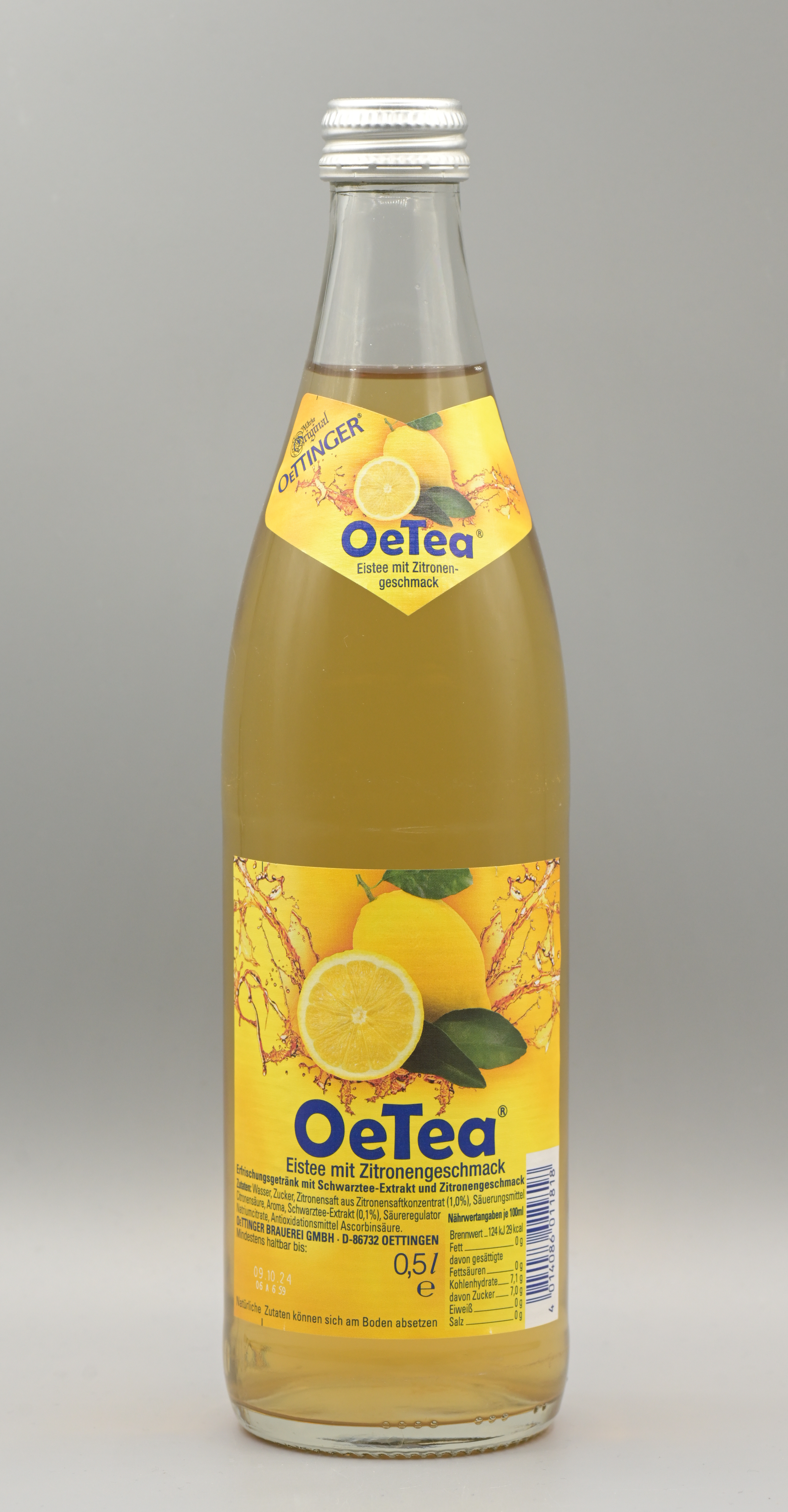
Eistee mit Zitronengeschmack

#### Limonade
- Malz, ein alkoholfreier Malztrunk
- Cola, koffeinhaltig (wird derzeit nur in Süddeutschland vertrieben)
- Cola-Orange, koffeinhaltig
- Cola-Mate, koffeinhaltig mit Mate-Extrakt

Unter der Marke Glorietta bietet Oettinger alkoholfreie Erfrischungsgetränke an. Folgende Geschmacksrichtungen sind erhältlich:
- Glorietta Cola Mix, koffeinhaltig, Cola- und Orangengeschmack
- Glorietta Orange (nur in Süddeutschland)
- Glorietta Zitrone (nur in Süddeutschland)
- Glorietta A-C-E, kalorienarm mit Frucht- und Gemüseanteil (nur in Süddeutschland)
- Glorietta Apfel-Kirsch, Apfelsaft mit Kirsche (nur in Süddeutschland)
- Glorietta Apfel-Schorle, Apfelsaft mit Wasser (nur in Süddeutschland)
- Iso Sport, kalorienreduziertes Sportgetränk (nur in Süddeutschland)

Zeitweise wurde unter dem Namen Glorietta Aquamarin auch Tafelwasser angeboten, dies war jedoch nicht rentabel. Ebenso wurden die Sorten Holunder, Litschi und Mate-Classic eingestellt.

#### Fassbrause
- Fassbrause Mango, naturtrüb, ohne Alkohol
- Fassbrause Zitrone, naturtrüb, ohne Alkohol
- Fassbrause Melone-Grapefruit, naturtrüb, ohne Alkohol

#### Eistee
- Eistee Pfirsich
- Eistee Pfirsich Zero, ohne Zucker, kalorienfrei
- Eistee Zitrone
- Eistee Wassermelone

## Sponsoring
Die Brauerei war von 1991 bis Ende 2017 Sponsor des Basketballteams Oettinger Rockets.